# Heinrich Ranke

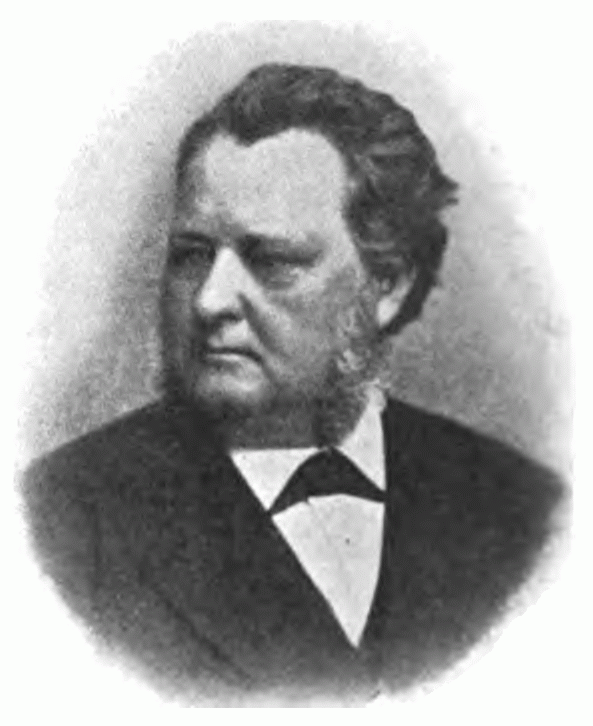
Heinrich von Ranke (1830-1909)

Heinrich Israel Ranke (Rückersdorf (Média Francónia), 8 de Maio de 1830 — Munique, 13 de Maio de 1909) foi um antropólogo, pediatra e professor universitário de Medicina. Em 1891 foi nobilitado e passou a partir desse ano a usar o apelido de Ritter von Ranke (cavaleiro de Ranke).

## Biografia
Heinrich Ranke foi o oitavo filho do teólogo turíngio Friedrich Heinrich Ranke (1798–1876) e de sua mulher Selma, filha do médico e naturalista Gotthilf Heinrich von Schubert (1780–1860). O seu irmão mais novo, Johannes Ranke (1836–1909) a partir de 1869 ensinou antropologia na Universidade de Munique. O seu tio Leopold von Ranke foi um notável historiador.
Doutorou-se em 1851 na Universidade de Erlangen sob a orientação do químico Eugen Franz Gorup von Besánez (1817–1878), defendendo uma dissertação sobre os efeitos diurético de alguns medicamentos.
Entre 1853 e 1858 trabalhou como médico no Hospital Alemão de Londres (Deutschen Hospital in London), tendo durante a Guerra da Crimeia trabalhado como médico militar em Smyrna e na Crimeia. Após essa experiência, estudou pediatria em Londres.
Em 1859 obteve habilitação para a docência de Pediatria na Universidade de Munique e passou a ensinar aquela especialidade médica em Munique. Não abandonou a prática clínica e em 1866 foi nomeado director da policlínica pediátrica (Pädiatrischen Poliklinik) do Reisingerianum a clínica universitária fundada em Munique por Franz Reisinger. Manteve aquele cargo até 1890, ano em que foi sucedido pelo Privatdozent Carl Seitz.
Em 1886 Ranke foi nomeado director da nova clínica universitária (Universitätskinderklinik) fundada em Munique, a Dr. von Haunersches Kinderspital, tendo sido o primeiro director da instituição. Reformou-se em 1905.
Ranke publicou uma vasta obra científica, cobrindo temas que vão da higiene à antropologia.
Em 1856 casou com Luise Antoinette Tiarks (1831–1904), tendo deste casamente resultado dez filhos, entre os quais Selma, que casaria com o general Friedhelm von Ranke.
Em 1860 herdou a Herdade de Laufzorn (Gut Laufzorn), nas vizinhanças de Oberhaching. Em 1877 mandou construir uma linha privada de trólei puxado a cavalos, com 3 km de comprimento, desde a estação de caminho-de-ferro de Deisenhofen (Bahnhof Deisenhofen) até um telhal e fábrica de tijolos sitos na sua herdade.
Ranke foi agraciado com a Ordem do Mérito Civil da Coroa da Baviera (Verdienstorden der Bayerischen Krone) a 29 de Abril de 1891, sendo nobilitado com o grau de cavaleiro da Baviera (bayerischen Ritterstand), em vida, sendo como tal registado a 1 de Maio de 1891. A 22 de Junho de 1893 viu o seu título transformado em cavaleiro de juro e herdade, com registo feito a 22 de Julho de 1893.

## Obras publicadas
- Physiologisch-chemische Untersuchungen über das Verhalten einiger organischer Stoffe im menschlichen Organismus. Nebst Versuchen über d. diuret. Wirkung mehrerer Arzneimittel. Erlangen, Univ., Diss., 1851.
- Acht Tage bei unseren Verwundeten in den entlegeneren Spitälern. Sechs Briefe an das Comité des Münchener Vereins für verwundete und Kranke Krieger. Druck von C. R. Schurich, München 1866.
- Bericht über die Anwendung des Liernur'schen Systems in Prag. Fleischmann, München 1870.
- Zur Münchener Canalisationsfrage : Vortr. geh. im Ärztl. Bezirks-Vereine München. Finsterlin, München 1879.
- Über Feldmarken der Münchener Umgebung und deren Beziehungen zur Urgeschichte (=Beiträge zur Anthropologie und Urgeschichte Bayerns, Band 5). München 1882.
- Zur Geschichte des Dr. von Hauner'schen Kinderspitals. Vortrag. Dr. v. Knorr & Hirth, München 1886.
- Die bayerischen Volksstämme. Oldenbourg, München 1890. (Die Landwirthschaft in Bayern. Denkschrift nach amtlichen Quellen bearbeitet)
- Ueber Hochäcker. Fr. Bassermann, München 1893. (Sonderabdruck aus Beiträge zur Anthropologie und Urgeschichte Bayerns)